# 5.ª etapa del Giro de Italia 2025
La 5.ª etapa del Giro de Italia 2025 tuvo lugar el 14 de mayo de 2025 y consistió en una etapa en ruta llana con inicio en la población italiana Ceglie Messapica y final en la localidad de Matera, sobre un recorrido de 151 km. El vencedor fue el danés Mads Pedersen del equipo Lidl-Trek que también continuó como líder de la carrera.

## Clasificación de la etapa[2]
| Ceglie Messapica - Matera | etapa escarpada | (151 km) |

| \| Clasificación de la etapa \| Clasificación de la etapa \| Clasificación de la etapa \| Clasificación de la etapa \| Clasificación de la etapa \| \| Ciclista \| Ciclista \| Equipo \| Tiempo \| \| \| ------------------------- \| ------------------------- \| ----------------------------- \| ------------------------- \| ------------------------- \| \| 1.º \| Mads Pedersen \| Lidl-Trek \| 3 h 27 min 31 s \| \| \| 2.º \| Edoardo Zambanini \| Bahrain Victorious \| + 0 s \| \| \| 3.º \| Thomas Pidcock \| Q36.5 Pro Cycling Team \| + 0 s \| \| \| 4.º \| Orluis Aular \| Movistar Team \| + 0 s \| \| \| 5.º \| Filippo Fiorelli \| VF Group-Bardiani CSF-Faizanè \| + 0 s \| \| \| 6.º \| Michael Storer \| Tudor Pro Cycling Team \| + 0 s \| \| \| 7.º \| Quentin Pacher \| Groupama-FDJ \| + 0 s \| \| \| 8.º \| Brandon Rivera \| Ineos Grenadiers \| + 0 s \| \| \| 9.º \| Damiano Caruso \| Bahrain Victorious \| + 0 s \| \| \| 10.º \| Isaac Del Toro \| UAE Team Emirates XRG \| + 0 s \| \| |                   |                               |                 |
| |                   |                               |                 |
| Fuente: ProCyclingStats |                   |                               |                 |
| Clasificación de la etapa |                   |                               |                 |
| Ciclista | Ciclista          | Equipo                        | Tiempo          |
| 1.º | Mads Pedersen     | Lidl-Trek                     | 3 h 27 min 31 s |
| 2.º | Edoardo Zambanini | Bahrain Victorious            | + 0 s           |
| 3.º | Thomas Pidcock    | Q36.5 Pro Cycling Team        | + 0 s           |
| 4.º | Orluis Aular      | Movistar Team                 | + 0 s           |
| 5.º | Filippo Fiorelli  | VF Group-Bardiani CSF-Faizanè | + 0 s           |
| 6.º | Michael Storer    | Tudor Pro Cycling Team        | + 0 s           |
| 7.º | Quentin Pacher    | Groupama-FDJ                  | + 0 s           |
| 8.º | Brandon Rivera    | Ineos Grenadiers              | + 0 s           |
| 9.º | Damiano Caruso    | Bahrain Victorious            | + 0 s           |
| 10.º | Isaac Del Toro    | UAE Team Emirates XRG         | + 0 s           |

## Clasificaciones al final de la etapa

### Clasificación general(Maglia Rosa)[3]
| \| Clasificación general \| Clasificación general \| Clasificación general \| Clasificación general \| Clasificación general \| \| Ciclista \| Ciclista \| Equipo \| Tiempo \| \| \| --------------------- \| --------------------- \| ----------------------- \| --------------------- \| --------------------- \| \| 1.º \| Mads Pedersen \| Lidl-Trek \| 15 h 11 min 52 s \| \| \| 2.º \| Primož Roglič \| Red Bull-Bora-Hansgrohe \| + 17 s \| \| \| 3.º \| Mathias Vacek \| Lidl-Trek \| + 24 s \| \| \| 4.º \| Brandon McNulty \| UAE Team Emirates XRG \| + 31 s \| \| \| 5.º \| Isaac Del Toro \| UAE Team Emirates XRG \| + 32 s \| \| \| 6.º \| Juan Ayuso \| UAE Team Emirates XRG \| + 35 s \| \| \| 7.º \| Max Poole \| Team Picnic-PostNL \| + 43 s \| \| \| 8.º \| Antonio Tiberi \| Bahrain Victorious \| + 44 s \| \| \| 9.º \| Michael Storer \| Tudor Pro Cycling Team \| + 46 s \| \| \| 10.º \| Giulio Pellizzari \| Red Bull-Bora-Hansgrohe \| + 50 s \| \| |                   |                         |                  |
| |                   |                         |                  |
| Fuente: ProCyclingStats |                   |                         |                  |
| Clasificación general |                   |                         |                  |
| Ciclista | Ciclista          | Equipo                  | Tiempo           |
| 1.º | Mads Pedersen     | Lidl-Trek               | 15 h 11 min 52 s |
| 2.º | Primož Roglič     | Red Bull-Bora-Hansgrohe | + 17 s           |
| 3.º | Mathias Vacek     | Lidl-Trek               | + 24 s           |
| 4.º | Brandon McNulty   | UAE Team Emirates XRG   | + 31 s           |
| 5.º | Isaac Del Toro    | UAE Team Emirates XRG   | + 32 s           |
| 6.º | Juan Ayuso        | UAE Team Emirates XRG   | + 35 s           |
| 7.º | Max Poole         | Team Picnic-PostNL      | + 43 s           |
| 8.º | Antonio Tiberi    | Bahrain Victorious      | + 44 s           |
| 9.º | Michael Storer    | Tudor Pro Cycling Team  | + 46 s           |
| 10.º | Giulio Pellizzari | Red Bull-Bora-Hansgrohe | + 50 s           |

### Clasificación por puntos(Maglia Ciclamino)[4]
| Clasificación por puntos | Clasificación por puntos | Clasificación por puntos   | Clasificación por puntos | Clasificación por puntos |
| Ciclista                 | Ciclista                 | Equipo                     | Puntos                   |                          |
| ------------------------ | ------------------------ | -------------------------- | ------------------------ | ------------------------ |
| 1.º                      | Mads Pedersen            | Lidl-Trek                  | 139 pts                  |                          |
| 2.º                      | Olav Kooij               | Team Visma \| Lease a Bike | 52 pts                   |                          |
| 3.º                      | Casper van Uden          | Team Picnic-PostNL         | 50 pts                   |                          |
| 4.º                      | Orluis Aular             | Movistar Team              | 42 pts                   |                          |
| 5.º                      | Edoardo Zambanini        | Bahrain Victorious         | 41 pts                   |                          |
| 6.º                      | Alessandro Tonelli       | Team Polti VisitMalta      | 35 pts                   |                          |
| 7.º                      | Thomas Pidcock           | Q36.5 Pro Cycling Team     | 31 pts                   |                          |
| 8.º                      | Maikel Zijlaard          | Tudor Pro Cycling Team     | 25 pts                   |                          |
| 9.º                      | Giosuè Epis              | Arkéa-B&B Hotels           | 24 pts                   |                          |
| 10.º                     | Corbin Strong            | Israel-Premier Tech        | 22 pts                   |                          |

### Clasificación de la montaña(Maglia Azzurra)[5]
| Clasificación de la montaña | Clasificación de la montaña | Clasificación de la montaña   | Clasificación de la montaña | Clasificación de la montaña |
| Ciclista                    | Ciclista                    | Equipo                        | Puntos                      |                             |
| --------------------------- | --------------------------- | ----------------------------- | --------------------------- | --------------------------- |
| 1.º                         | Lorenzo Fortunato           | XDS Astana Team               | 29 pts                      |                             |
| 2.º                         | Sylvain Moniquet            | Cofidis                       | 20 pts                      |                             |
| 3.º                         | Pello Bilbao                | Bahrain Victorious            | 12 pts                      |                             |
| 4.º                         | Alessandro Tonelli          | Team Polti VisitMalta         | 11 pts                      |                             |
| 5.º                         | Giulio Ciccone              | Lidl-Trek                     | 9 pts                       |                             |
| 6.º                         | Alessandro Verre            | Arkéa-B&B Hotels              | 8 pts                       |                             |
| 7.º                         | Chris Hamilton              | Team Picnic-PostNL            | 6 pts                       |                             |
| 8.º                         | Mads Pedersen               | Lidl-Trek                     | 4 pts                       |                             |
| 9.º                         | Mathias Vacek               | Lidl-Trek                     | 4 pts                       |                             |
| 10.º                        | Manuele Tarozzi             | VF Group-Bardiani CSF-Faizanè | 4 pts                       |                             |

### Clasificación de los jóvenes(Maglia Bianca)[6]
| Clasificación del mejor joven | Clasificación del mejor joven | Clasificación del mejor joven | Clasificación del mejor joven | Clasificación del mejor joven |
| Ciclista                      | Ciclista                      | Equipo                        | Tiempo                        |                               |
| ----------------------------- | ----------------------------- | ----------------------------- | ----------------------------- | ----------------------------- |
| 1.º                           | Mathias Vacek                 | Lidl-Trek                     | 15 h 12 min 16 s              |                               |
| 2.º                           | Isaac Del Toro                | UAE Team Emirates XRG         | + 8 s                         |                               |
| 3.º                           | Juan Ayuso                    | UAE Team Emirates XRG         | + 11 s                        |                               |
| 4.º                           | Max Poole                     | Team Picnic-PostNL            | + 19 s                        |                               |
| 5.º                           | Antonio Tiberi                | Bahrain Victorious            | + 20 s                        |                               |
| 6.º                           | Giulio Pellizzari             | Red Bull-Bora-Hansgrohe       | + 26 s                        |                               |
| 7.º                           | Davide Piganzoli              | Team Polti VisitMalta         | + 35 s                        |                               |
| 8.º                           | Felix Engelhardt              | Team Jayco AlUla              | + 1 min 53 s                  |                               |
| 9.º                           | Martin Tjøtta                 | Arkéa-B&B Hotels              | + 2 min 35 s                  |                               |
| 10.º                          | Edoardo Zambanini             | Bahrain Victorious            | + 2 min 50 s                  |                               |

### Clasificación por equipos"Súper team"[7]
| Clasificación por equipos | Clasificación por equipos  | Clasificación por equipos | Clasificación por equipos |
| Equipo                    | Equipo                     | Tiempo                    |                           |
| ------------------------- | -------------------------- | ------------------------- | ------------------------- |
| 1.º                       | Lidl-Trek                  | 45 h 36 min 56 s          |                           |
| 2.º                       | UAE Team Emirates XRG      | + 7 s                     |                           |
| 3.º                       | Red Bull-BORA-hansgrohe    | + 15 s                    |                           |
| 4.º                       | Movistar Team              | + 1 min 35 s              |                           |
| 5.º                       | Team Jayco AlUla           | + 2 min 52 s              |                           |
| 6.º                       | XDS Astana Team            | + 3 min 00 s              |                           |
| 7.º                       | Bahrain-Victorious         | + 3 min 24 s              |                           |
| 8.º                       | Ineos Grenadiers           | + 3 min 55 s              |                           |
| 9.º                       | Team Picnic-PostNL         | + 4 min 37 s              |                           |
| 10.º                      | Team Visma \| Lease a Bike | + 4 min 55 s              |                           |

## Abandonos
- Søren Kragh Andersen (Lidl-Trek) no tomó la salida de la etapa.